# Carol Lin
Carol Lin är en amerikansk före detta journalist, mest känd som det första nyhetsankaret för nationella tv-nyheter som rapporterade om 11 september-attackerna, och rapporterade för CNN, klockan 8:49 på dagen för attackerna. Lin arbetade tidigare som reporter för ABC News och rapporterade för NPR. Hon arbetade därefter för Los Angeles County Chief Executive Office som kommunikationsdirektör och senior rådgivare.

## CNN
Från 1998 till 30 december 2006 tjänstgjorde Lin som nyhetsankare och korrespondent för CNN och var baserad i nätverkets världsomspännande högkvarter i Atlanta, Georgia. Under sin tid på CNN var Lin ankare för flera nyhetsprogram, inklusive CNN Early Edition, CNN Live at Daybreak, helgutgåvorna av CNN Newsroom och det tidigare nyhetstidningsprogrammet CNN NewsStand. Hon täckte flera viktiga nyheter under denna tid, inklusive riksrättsrättegången mot president Bill Clinton, skottlossningarna 1999 på Columbine High School, talibanernas fall i Afghanistan 2001 och 2002 räddningen av nio gruvarbetare i Somerset, Pennsylvania, som var instängda i 77 timmar.
Lin rapporterade live från New York Citys Times Square som en del av CNN:s världsomspännande Millennium Night-bevakning på nyårsafton den 31 december 1999.
Hon spelade en viktig roll i CNN:s val 2000-bevakning, var Lin ankare live från primärvalet New Hampshire vid Presidentvalet i USA 2000 och från det demokratiska konventet från Staples Center, numera Crypto.com Arena.   
Lin reste världen runt för att rapportera om många senaste nyheter för CNN, inklusive återuppbyggnaden av Kosovo. Hon reste också till Jerusalem under belägringen av Betlehem, för att täcka spänningarna mellan Israel och de palestinska områdena.
Lin var den första tv-ankare som spred nyheten om 11 september-attackerna för en världsomspännande publik. Det var tre minuter efter att attackerna började i New York som CNN avbröt en TV-reklam-sändning från Ditech klockan 8:49 a.m. EST med en livebild av World Trade Centers norra torn i brand och Lin som rapporterar från CNN Center i Atlanta.
Mindre än två månader efter att Lin rapporterade nyheten om attackerna den 11 september, reste hon till Pakistan för att rapportera om många ämnen för CNN, inklusive afghanska flyktingar i landet.

## Senare karriär
2007 blev Lin gästföreläsare vid USC Annenberg School for Communication and Journalism.
2012 gick Lin till Los Angeles County Probation Department som talesperson. 2015 flyttade hon till Los Angeles County Sheriff's Department för att leda deras strategiska kommunikationsenhet. På grund av en förändring i administrationen, fick hon år 2018 plats som senior rådgivare till Verkställande direktör i Los Angeles County. Lin gick i pension från countyt 2021.

## Hedersbetygelser
Lins journalistik hade hyllats av många mediekritiker, bland annat Jon Friedman från MarketWatch, som har beskrivit hur hon hanterade nyheten om sin tidigare ABC News-kollega Peter Jennings död. Friedman noterade först "CNN utmärkte sig genom att hålla sig till historien och ge en balanserad bild av Jennings karriär - till stor del tack vare Lins lugn", och fortsatte med att skriva att Lin "var stadig, eftertänksam och framför allt, pålitlig – den väsentliga kvaliteten för alla journalister som arbetar under press."
Lin har hedrats med ett flertal priser för sitt arbete, inklusive tre Los Angeles Press Club Awards. Lin var också den första mottagaren av National IMAGE Award av Organization of Chinese Americans.

## Privatliv
Lin var dotter till Hsi Chuan Chen och Po Chen Lin.
Lin avlade kandidatexamen i historia från University of California, Los Angeles. En av hennes bästa vänner på college dejtade klasskamraten Heather Locklear.
Lins man, William Robinson,  en åttafaldigt Emmy Award-belönad nyhetsproducent,  dog i cancer 2003. Lin och Robinson fick ett barn, som nu går på University of California, Berkeley och studerar konstpraktik och medievetenskap, med journalistik som biämne. I februari 2009 gifte sig Lin med Mike Dowling, då UCLAs biträdande verksamhetschef för universitetets idrottsundervisning.